# Encapilladura
En náutica, la encapilladura es el extremo de un cabo encapillado, es decir, sujeto a un palo o verga mediante una gaza de encapilladura. Encapilladura es también el sitio donde lo está.
Encapillar significa también encajar de arriba para abajo y verticalmente un mástil en su alojamiento. 